# Marcel Cranc
Miquel Vicensastre, född 1973 i Sencelles på Mallorca, är en spansk musiker och låtskrivare. Han verkar som singer-songwriter under artist- och gruppnamnet Marcel Cranc. Tidigare har han komponerat och spelat in klassisk pianomusik under sitt födelsenamn.

## Biografi

### Tidig musik
Miquel Vicensastre studerade piano med Claudie Desmeules och harmoni med Antoni Rodríguez. Han arbetade med kontrapunkt och komposition hos Xavier Carbonell och var del av flera olika rock- och folkrockgrupper. Redan som fyraåring minns han att han ville bli musiker som stor, i samband med att han såg konserten Live at Pompeii med Pink Floyd på TV tillsammans med sin farbror.
Han grundade, tillsammans med Antoni Colomar, fusionsmusikgruppen Le Ciel Afònic. Inom modern konstmusik komponerade han verk som "!Evohé, Evohé!" (1997) och "La vida sexual de Santa Àgueda" (1997). Ett antal senare kompositioner gavs 2005 ut på albumet El destí és un ca que lladra ('ödet är en hund som stjäl').

### Lansering som Marcel Cranc
Karriären som singer-songwriter har gjorts under artist- och gruppnamnet Marcel Cranc. Han skapade sitt alter ego för att kunna distansera sig från den klassiska och experimentella musik som dittills hade ägnat sig åt. Hans första album som Marcel Cranc, Animal fràgil ('ömtåligt djur'), kom 2006, och därefter har han fram till 2019 producerat ytterligare sju fullängdsalbum samt en EP.
Marcel Cranc sjunger med få undantag på katalanska, i en musikstil som går mellan folkrock, elektronmusik, och akustisk gitarr-pop. Han har genom åren spelat både i hemlandet (exempelvis på Palau de la Música Catalana) och utomlands på musikfestivaler i Wien och Berlin. Musikinfluenserna inkluderar Léo Ferré och Radiohead.
De tidiga albumen kännetecknades också av en närhet till elektronmusik samt jämförelser med den franske popmakaren Dominique A. 2010 års Imagina gick ifrån den modellen, med mer "organisk" musik producerad i samarbete med gitarristen Jaume Compte och keyboardisten Josep Maria Umbría.
2012 års U presenterades som en science fiction-film, där varje sång representerade en ny historia.

### Spansk sång, senare år
2013 gav Marcel Cranc ut albumet Despertar ('uppvaknande'), hans första produktion med sång på spanska. Detta var ett undantag i hans karriär, som annars kännetecknats av sång på katalanska. Albumet betecknades som hans mest introspektiva produktion, efter ett antal skivor där hans skrivande mest kretsat kring kärlek i olika former.
2016 återkom Marcel Cranc med La vertadera història – Cases de sucre ('den sannerliga historien – sockerlådor'). Den innehöll versioner av låtar från hans fyra första album. Han presenterade albumet med sitt band, på spelningar på Mallorca och på den katalanska musikfestivalen Mercat de Música Viva i Vic.
Våren 2017 spelades albumet 7 in under vintern, med en senare utgivning i juni. 2018 återkom han med EP:n Fe ('tro'), med fem spår.
Sommaren 2019 presenterades 1989, Marcel Crancs åttonde fullängdsalbum. Titeln är en syftning på det år i hans ungdom då han tillbringade sommaren med att plocka johannesbröd runt om i Mallorca.

## Diskografi (album och EP)

### som Miquel Vicensastre
- 2005 – Miquel Vicensastre: el destí es un ca que lladra, Contemporanis de la Meditarrània 14, Unió Músics (CD-95)[9]

### som Marcel Cranc
- 2006 – Animal fràgil, Blau
- 2008 – Ara, Primeros Pasitos (ANDA27)
- 2010 – Imagina, Primeros Pasitos (ANDA29)
- 2012 – U, Warner Music Spain (5310513522)
- 2013 – Despertar, Warner Music Spain/Music Bus
- 2016 – La vertadera història – Cases de sucre, Runaway Records (RUN-2016050)
- 2017 – 7, Runaway Records (RUN-2017059)
- 2018 – Fe, Runaway Records (EP, RUN-2018069)
- 2019 – 1989, Runaway Records (RUN-2019074)
- 2022 – L'enemic, Cultural-ment
- 2024 – Refer-se